# تقی اکبری
تقی اکبری (انگلیسی: Taghi Akbari؛ زادهٔ ۱۴ دسامبر ۱۹۴۵) یک تنیس‌باز اهل ایران است. وی قهرمان تنیس ایران طی سال‌های ۱۳۳۷ الی ۱۳۵۱ و قهرمان آسیا در سال ۱۳۵۴ بوده است.خواهر او صدیقه و برادرانش حسین و رضا هم از تنیس بازان عنوان دار گذشته ایران بوده اند.

## زندگی‌نامه
تقی اکبری متولد سال ۱۳۲۴ می‌باشد و در سن ۶ سالگی به این رشته ورزشی روی آورد. وی در سن ۱۴ سالگی قهرمان کشور گردید و تا سال ۱۳۵۱ این نابغه تنیس ایران، قهرمانی کشور را به نام خود ثبت کرد. وی اولین تنیس باز ایرانی می‌باشد که در سال ۱۹۶۹ میلادی بدون مسابقه مقدماتی به جدول اصلی مسابقات رولند گروس (ROLAND GARROS) دعوت گردید و در همان سال بعد از انجام مسابقه مقدماتی با موفقیت به جدول اصلی مسابقات ویمبلدون (WIMBLEDON – FRENCH OPEN دو مسابقه از ۴ مسابقه گرند اسلم) راه یافت.
او از سال ۱۳۳۷ الی ۱۳۵۴ عضو تیم دیویس کاپ ایران بوده و در سال ۱۳۵۳ به عنوان کاپیتان این تیم برگزیده شد. وی در مسابقات متعدد بین‌المللی در کشورهای مختلف شرکت نمود و به موفقیت‌های با ارزشی از جمله: مقام قهرمانی رده انفرادی مسابقات قهرمانی آسیا (۱۳۵۴) – نائب قهرمانی رده انفرادی بازی‌های آسیایی ۱۹۷۴ تهران– نائب قهرمانی رده دو نفره مسابقات قهرمانی آسیا به اتفاق برادر کوچکتر خود حسین اکبری (۱۳۵۰) و مقام سوم تیمی در بازی‌های آسیایی دست یافت.
تقی اکبری این نابغه تنیس ایران، بعد از دوران قهرمانی خود به مربیگری تنیس مشغول شد. در سال ۱۳۶۷ در پی دعوتش به کشور آلمان جهت آموزش و ترویج این رشته، در شهر مونشن گلادباخ آلمان مشغول تدریس شد.
اکبری در سن ۶۴ سالگی به ایران بازگشت و درحال حاضر در شمال تهران مشغول به مربی گری تنیس و گذران عمر می باشد.
ایشان از راجر فدرر به دلیل اخلاق حرفه ای و کنترل خاص اعصاب خود در فشار سنگین بالاترین سطح مسابقات جهان توام با بازی چشم نواز به عنوان بهترین تنیسور جهان نام می برد.
در سال ۲۰۱۲ فدراسیون جهانی تنیس از تقی اکبری به عنوان یکی از ۱۰۰ تنیسور برتر دنیا که بیشترین بازی را در رقابت‌های تنیس دیویس کاپ داشته تقدیر کرد.